# Dia (przedsiębiorstwo)
Distribuidora Internacional de Alimentación, S.A. – hiszpańska sieć supermarketów działająca na rynku międzynarodowym pod marką Dia. Siedziba spółki mieści się w Las Rozas de Madrid.
Przedsiębiorstwo założone zostało w 1979 roku. W 1992 roku liczba sklepów należących do sieci Dia przekroczyła 1000, a w 1993 przedsiębiorstwo zadebiutowało na pierwszym ranku zagranicznym, w Portugalii. W latach 2000–2011 Dia była częścią grupy Carrefour.
5 lipca 2011 spółka Dia (Distribuidora Internacional de Alimentacion SA) weszła na hiszpańską giełdę.  
W 2012 roku do sieci Dia należało 6914 sklepów (4024 własne, 2890 franczyzowych). Przedsiębiorstwo zatrudniało 47 763 pracowników (sklepy franczyzowe zatrudniały kolejnych 15 237). Spółka prowadzi działalność w sześciu krajach – Hiszpanii, Portugalii (pod marką Minipreço), Francji, Argentynie, Brazylii oraz Chinach. W przeszłości przedsiębiorstwo działało także w Grecji i Turcji.